# 西部方面混成団
西部方面混成団（せいぶほうめんこんせいだん、JGSDF Western Army Combined Brigade）は、陸上自衛隊久留米駐屯地（福岡県 久留米市）に団本部が駐屯する西部方面隊直轄の混成団の一つである。

## 概要
混成団長は1等陸佐（一）が充てられ、久留米駐屯地司令を兼務している。また、福岡県筑後地方南部の8市2町の警備隊区の担任を行うほか、「福岡県筑後地区隊区長」・「佐賀県隊区長」として、福岡県筑後地方・佐賀県内での災害派遣等の際、久留米駐屯地・目達原駐屯地所在部隊の指揮を担当する。
2013年（平成25年）3月に西部方面隊の基本教育部隊である第3教育団を母体として、第113・第118教育大隊、第5陸曹教育隊とともに第4師団隷下の第19普通科連隊を団隷下に編合し、西部方面総監直轄部隊として編成完結した。2018年（平成30年）には第8師団隷下の第24普通科連隊を編合し、隷下に2個普通科連隊を持つ混成団に改編された。
平時の基幹教育を一括し、有事発生時には第4師団、第8師団および第15旅団の常備自衛官のみによる部隊で即応体制を取り、多様化する任務に効率的に対応するとしている。

## 沿革
- 2013年（平成25年）
  - 3月26日：西部方面混成団が相浦駐屯地において編成完結。
  - 4月1日：第5陸曹教育隊共通教育中隊が生徒陸曹候補生課程の教育担任となる[注釈 1]。
- 2016年（平成28年）3月28日：第118教育大隊隷下の車両教育隊が相浦駐屯地から竹松駐屯地に移駐。
- 2017年（平成29年）3月27日：第118教育大隊が相浦駐屯地から久留米駐屯地に移駐。
- 2018年（平成30年）3月27日：水陸機動団新編に伴う部隊移動。

1. 団本部と第5陸曹教育隊が相浦駐屯地から久留米駐屯地に移駐[3]。相浦駐屯地司令職務を水陸機動団に移管[4]。
2. 第8師団隷下の第24普通科連隊を編合し、再編。
3. 久留米駐屯地司令職務・佐賀県隊区を第4特科連隊から移管。
4. 第118教育大隊隷下の竹松車両教育隊を西部方面輸送隊隷下に異動[5]。

- 2019年（平成31年）3月25日：第4特科連隊廃止に伴い、警備隊区を再編。
- 2020年（令和02年）3月26日：「陸上自衛隊の部隊の組織及び編成に関する訓令[6]」の改正[7]に伴い、団本部各科を改編[8]（総務科を第1科、訓練科を第3科、管理科を第4科へそれぞれ改編するとともに第2科を新編）。

## 部隊編成
編成
- 西部方面混成団本部
  - 第1科
  - 第2科
  - 第3科
  - 第4科「西混団-本」
- 第19普通科連隊（4個普通科中隊基幹）
- 第24普通科連隊（4個普通科中隊基幹）
- 第113教育大隊
- 第118教育大隊
- 第5陸曹教育隊

駐屯地
- 久留米駐屯地（福岡県久留米市）
  - 混成団本部
  - 第5陸曹教育隊
  - 第118教育大隊
- 福岡駐屯地（福岡県春日市）
  - 第19普通科連隊
- えびの駐屯地（宮崎県えびの市）
  - 第24普通科連隊
- 国分駐屯地（鹿児島県霧島市）
  - 第113教育大隊

## 主要幹部
| 官職名                               | 階級    | 氏名       | 補職発令日     | 前職                   |
| ------------------------------------ | ------- | ---------- | -------------- | ---------------------- |
| 西部方面混成団長 兼 久留米駐屯地司令 | 1等陸佐 | 山田篤     | 2025年08月01日 | 東北方面総監部防衛部長 |
| 副団長                               | 1等陸佐 | 米良憲一郎 | 2025年08月01日 | 北熊本駐屯地業務隊長   |

| 代 | 氏名     | 在職期間                        | 出身校・期          | 前職                                 | 後職               |
| -- | -------- | ------------------------------- | ------------------- | ------------------------------------ | ------------------ |
| 01 | 曽田健史 | 2013年03月26日 - 2015年04月01日 | 防大26期            | 陸上自衛隊富士学校総務部長           | 退職（陸将補昇任） |
| 02 | 杉本嘉章 | 2015年04月01日 - 2017年03月22日 | 生徒23期・ 日本大学 | 東部方面総監部総務部長               | 退職（陸将補昇任） |
| 03 | 中澤剛   | 2017年03月23日 - 2018年11月30日 | 防大29期            | 陸上自衛隊富士学校総務部長           | 退職（陸将補昇任） |
| 04 | 古庄信二 | 2018年12月01日 - 2022年03月13日 | 防大33期            | 第1師団司令部幕僚長                  | 退職（陸将補昇任） |
| 05 | 有村義治 | 2022年03月14日 - 2025年07月31日 | 防大34期            | 自衛隊情報保全隊情報保全官 兼 副司令 | 退職（陸将補昇任） |
| 06 | 山田篤   | 2025年08月01日 -                |                     | 東北方面総監部防衛部長               |                    |